# Eurynotoidiformes
Gli eurinotoidiformi (Eurynotoidiformes) sono un ordine estinto di pesci ossei a pinne raggiate (Actinopterygii) vissuto tra il Permiano medio e il Permiano superiore in Europa orientale, con una distribuzione principalmente limitata alla Russia europea. Si tratta di uno dei primi gruppi di pesci ad adattarsi a una dieta erbivora obbligata, in particolare con una specializzazione per la raschiatura delle alghe.

## Descrizione
Gli eurinotoidiformi erano piccoli pesci d'acqua dolce adattati alla fitofagia, come testimoniato dalla particolare struttura dei denti mandibolari, tipicamente multicuspidati, cioè dotati di più cuspidi. La forma e la disposizione di questi denti suggeriscono una modalità di alimentazione basata sul raschiamento del perifiton (pellicole di alghe e microrganismi sulle superfici sommerse), in maniera simile a quanto avviene in pesci erbivori moderni come i ciclidi, acanturidi e mugilidi.
In particolare, la specie Minicholepis primus mostra una tipica morfologia tricuspidata. La cuspide centrale, allargata e simile a una lama, presenta una zona di usura sulla faccia labiale, indicativa di un’alimentazione per raschiamento. Questo tipo di dentatura è simile a quello osservato in Isadia arefievi, in cui si ipotizza la fusione di più cuspidi centrali in una struttura appiattita.
Questa evoluzione dentale è interpretata come convergenza adattativa alla raschiatura del periphyton, comparsa in diversi rami evolutivi dell’ordine Eurynotoidiformes. L'adattamento sarebbe comparso già nel tardo Uržumiano – inizio del Severodviniano, a seguito dell'espansione ecologica nelle nicchie dei consumatori primari.

## Paleobiologia
La presenza di denti specializzati per la raschiatura suggerisce un comportamento alimentare algivoro obbligato, comportamento raro per i pesci ossei paleozoici. Questi adattamenti trofici sono tra i più antichi esempi conosciuti di fitofagia tra gli attinotterigi, ed evidenziano un’occupazione stabile delle nicchie erbivore nei sistemi fluviali e lacustri del Permiano russo.

## Distribuzione
I fossili degli eurinotoidiformi sono stati ritrovati principalmente in depositi del Permiano medio e superiore dell'Europa orientale, in particolare in Russia. La loro presenza sembra essere limitata geograficamente a questa regione, suggerendo un’evoluzione endemica.

## Tassonomia
L’ordine Eurynotoidiformes è stato istituito da Minikh & Minikh nel 1990, per includere alcune forme precedentemente ascritte all'ordine Eurynotiformes ma caratterizzate da insolite specializzazioni nella dentatura. In seguito sono state ascritte a questo gruppo numerose altre forme. Di seguito i generi conosciuti:
- Adzvalepis
- Alvinichthys
- Eurynotoides
- Isadia
- Kichkassia
- Kluchevichthys[4]
- Lapkosubia
- Minicholepis
- Vologdinia

## Estinzione
Gli eurinotoidiformi si estinsero alla fine del Permiano, durante l’estinzione di massa del Permiano-Triassico (circa 252 milioni di anni fa), in concomitanza con drastici cambiamenti ambientali e climatici globali che colpirono duramente gli ecosistemi acquatici.

## Significato evolutivo
Il gruppo degli eurinotoidiformi rappresenta uno degli esempi più antichi di specializzazione alimentare verso la fitofagia nei pesci ossei, precedendo di milioni di anni adattamenti simili in gruppi moderni. L’evoluzione indipendente di denti per il raschiamento in più linee all’interno dell’ordine suggerisce una forte pressione selettiva verso questo tipo di dieta nel tardo Permiano.